# Baños de Cerrato
Baños de Cerrato es una localidad de la provincia de Palencia (Castilla y León, España) que pertenece al municipio de Venta de Baños.

## Patrimonio
- Iglesia de San Juan Bautista. Siglo VII, declarada Monumento Nacional en 26 de febrero de 1897. Mandada construir por el rey Recesvinto en el año 661.
- Iglesia de San Martín de Tours. Siglo XVI.
- Fuente de San Juan. Joya del arte visigótico. Declarada Bien de Interés Cultural.

## Demografía
Evolución de la población en el siglo XXI
| Gráfica de evolución demográfica de Baños de Cerrato entre 2000 y 2020 |
|                                                                        |
| Población de derecho (2000-2020) según el padrón municipal del INE     |

## Historia

### SigloXIX
Así se describe a Baños de Cerrato en la página 363 del tomo III del Diccionario geográfico-estadístico-histórico de España y sus posesiones de Ultramar, obra impulsada por Pascual Madoz a mediados del siglo XIX:

BAÑOS DE CERRATO ó DE RIO PISUERGA

Villa con ayuntamiento en la provincia, partido judicial, administración de rentas y diócesis de Palencia (1 1/2 legua), audiencia territorial y capitanía general de Burgos.
Situada en una hermosa y pintoresca llanura y a la orilla derecha del río Pisuerga, dando vista a los pueblos de Calabazanos, Villamuriel, Dueñas, Monasterio de San Isidro, Tariego y otros del valle de Cerrato. La combaten todos los vientos, disfrutando sin embargo de clima sano y templado.
Tiene 72 casas inclusa la venta que está en la calzada de Burgos, distante de la villa 1/2 cuarto de legua escaso, todas de mala fábrica. La casa consistorial situada en la única plazuela que hay en el pueblo, demasiado mezquina. Un pósito con muy pocas existencias, y escuela de primeras letras a la que asisten 33 niños de ambos sexos, cuyo maestro desempeña además la sacristía, por todo lo cual recibe 12 cargas de trigo, o sea, 48 fanegas anuales con algún pequeño estipendio que se agrega de los niños, según sus adelantos.
La iglesia parroquial colocada en el centro del pueblo con la advocación de San Martín, se halla servida por un teniente de cura y un sacristán. El edificio es de arquitectura gótica, todo de piedra sillería y ladrillo, sin ofrecer cosa alguna notable, tanto en sus ornamentos que son pocos y pobres, cuanto en sus tres altares colaterales y del centro.
Al N de la población se halla el cementerio bastante capaz y en paraje que no daña la salud pública. Cerca de él, y como a unas 200 varas de la villa está la ermita de Baños, famosa no por su arquitectura, sino por sus recuerdos históricos: se fundó esta ermita, que antes era el único templo que el pueblo poseía, por los años de 661, reinando en España el piadoso rey Recesvinto, quien viniendo de pacificar el reino de Navarra, teatro de varios acontecimientos de aquellos tiempos, y hallándose muy agobiado por el mal de piedra y otras graves dolencias que padecía, tomó las aguas de la fuente de Baños que está junto a la ermita que nos ocupa, cuyo sitio era entonces un despoblado, y con ellas quedó perfectamente bueno; en agradecimiento a San Juan Bautista de quien era muy devoto y al que creía deber su salud, mandó levantar la referida ermita, según Mariana lo testifica en su libro 6.º capítulo 11, aunque no tan claramente como Morales, Pulgar, Baronio y otros que han estampado en sus obras la inscripción que Recesvinto hizo grabar en una piedra de mármol con letras de oro, la cual todavía se conserva dentro de la misma ermita, si bien cuesta trabajo el leerla y es la siguiente: Precursor Domini Martir Baptista Joannes / Poside constructan aeterno munere sedem, / Quam tibi devotus Rex Recesvintus amator / Nominis ipse tui propio juredicavit / Tercium post decimun comes inclitus anno / Sexagies decem era nonagessima nona. Por lo demás la ermita se halla ya en estado ruinoso, y nada ofrece de notable; su único altar dedicado a San Juan Bautista con la estatua de este santo, tampoco tiene mérito alguno.
Confina el término por N con los de Magaz y Palencia, por E con los de Tariego y Soto de Cerrato, por S con el de Dueñas, y por O con los de Calabazanos y Villamuriel, distante el que más 1 1/2 legua.
Tiene reducidas a cultivo sobre 3.000 obradas de tierra de las 3 calidades, y unas 200 aranzadas de viña, siendo de advertir que el duque de Noblejas, la marquesa del Carpio y varios vecinos de Palencia y de Dueñas posen más de la mitad de ellas; las que pertenecen a estos 2 últimos puntos son cultivadas por los mismos propietarios en razón a la corta distancia que se halla este pueblo; las monjas de Calabazanos y los monjes de San Isidro eran antes los poseedores de estas tierras que han sido vendidas en la presente época.
El terreno es llano, y en su mayor parte fértil, pues lo que comprende la vega que riega el Pisuerga es de superior calidad, así como lo que deja a su izquierda la calzada de Burgos es estéril por ser seco y arenisco; esta parte comprenderá sobre 1.200 obradas y las restantes hasta 3.000 están en la vega con la mayor parte de las viñas. Como hemos dicho, fertiliza este terreno el río Pisuerga, que después de dejar el término de Magaz corre todo el de la villa que describimos, lamiendo la cerca del ex-convento de San Isidro 1 1/2 cuarto de legua más abajo del pueblo, por el que pasa como a unas 150 varas; sus orillas pobladas de árboles y de viñas, ofrecen en tiempo bueno una perspectiva bastante deliciosa.
La fuente de Baños de que, aunque ligeramente hemos hablado, presenta algunas ruinas que manifiestan haber estado mejor cuidada en lo antiguo que en la actualidad. Las virtudes medicinales de sus aguas y la celebridad que merece nos impulsan a hacer una pequeña digresión sobre ellas: estas son sumamente dulces y delicadas, por lo que se usan por todos los habitantes de los pueblos comarcanos que padecen alguna dolencia; su bebida produce el efecto de una purga suave que barre dulcemente de los cuerpos, y sin la más leve incomodidad, los humores que los perjudican, curando las durezas de vientre, hipocondrías, afectos de pecho, dolores de estómago, las cardialgias, las calenturas rebeldes e intermitentes, y sobre todo el mal de piedra. El abandono en que se encuentra es lamentable, pues solo la cubre un medio círculo de piedra, viéndose con frecuencia abrevar en ella los ganados.
Además de los caminos locales pasa por el término la carretera de Burgos, encontrándose desde la venta de Baños hasta Calabazanos un camino transversal por donde va a recibir la correspondencia del punto que describimos el conductor de Palencia. Dicha venta es casa de postas, donde hacen parada los correos de Burgos y Valladolid, tomando el de esta ciudad el de aquella, y viceversa. También pasa por la indicada venta la diligencia de Burgos a Valladolid.
Producciones: trigo, cebada, vino, avena, legumbres y patatas; el total de la cosecha de trigo será un año con otro de 12.000 fanegas con inclusión de lo que producen las tierras de los vecinos de Palencia y Dueñas; de vino lo suficiente para el consumo, y de 4 a 5.000 cántaros para vender; y de cebada se beneficiarán sobre unas 1.400 fanegas; tendrá sobre 1.000 cabezas de ganado lanar pertenecientes a la mitad de sus vecinos; 22 yuntas de mular y 6 de bueyes para la labranza con unas 100 caballerías, contando yeguas de vientre, muletas y borricas; se crían en sus campos liebres, perdices y algunos conejos, y se pescan en el Pisuerga bastantes truchas, anguilas, tencas y muchísimos barbos.
Industria: la mayor parte de las mujeres, como casi todas las del país, se emplean en hilar lino para su casa, habiendo igualmente algunas que hilan lana para la fábrica de Palencia.
Comercio: exportación de vino y cereales, como queda dicho, existiendo sólo una mala tienda de abacería, y la venta enunciada, cuyo ventero se provee de Palencia de todos los comestibles necesarios, encontrando en ella los transeúntes regulares comodidades.
Población: 59 vecinos, 307 almas.

Capital productivo: 296.760 reales. Imponible: 14.754. El presupuesto municipal se cubre con los productos de propios y arbitrios; consisten estos en el arrendamiento de la pesca del río que vale un año con otro sobre 500 reales; más de 180 obradas de tierra de todas calidades y un majuelo, o sea viña, que hace unas 6 aranzadas de cabida; todo lo cual produce 110 fanegas de trigo al año, valor que se puede calcular en 2.200 reales, y la viña en unos 100; de modo que no llegan a 3.000 todos los productos de propios y arbitrios.